# Malapoenna neesiana
Malapoenna neesiana là loài thực vật có hoa trong họ Nguyệt quế. Loài này được (Schauer) Kuntze miêu tả khoa học đầu tiên năm 1891.